# IC 1372
IC 1372 ist eine Spiralgalaxie vom Hubble-Typ S im Sternbild Aquarius auf der Ekliptik. Sie ist schätzungsweise 372 Millionen Lichtjahre von der Milchstraße entfernt.
Das Objekt wurde am 19. August 1892 von Stéphane Javelle entdeckt.